# Paul Henri Simons
Pour les articles homonymes, voir Simons.
Paul Henri Simons né le 27 mars 1865 à Marseille et mort à Paris le 16 février 1932 est un peintre français.

## Biographie
Paul Henri Simons est le fils d'Adrien Simons, sculpteur, et de Marie Anne Choffat.
Artiste peintre et membre de la société des artistes français, il est élève de Luc-Olivier Merson et Jean-Paul Laurens. Il devient inspecteur de dessin des écoles de la ville de Paris.
En 1902, il est nommé peintre officiel de la Marine et des Colonies.
Il épouse en 1903 Jeanne Marie Antoinette Gaillard à Paris. L'homme de lettres André Rivoire est témoin majeur du mariage.
Il meurt le 16 février 1932 à l'âge de 65 ans.

## Distinctions
- Chevalier de la Légion d'honneur en 1911[4].
- Officier de la Légion d'honneur en 1920